# Sindicato vertical
Os sindicatos verticais eram a base da organização laboral no Corporativismo, com vários exemplos ao longo do século XX, como no Estado Novo, tanto no Brasil de Getúlio Vargas, como no Portugal de Salazar, assim como na Espanha Franquista de Franco.
Baseados no modelo italiano de Benito Mussolini, os sindicatos verticais tinham na sua concepção juntar numa única instituição todos patamares de uma determinada área económica, ou seja, era o mesmo sindicado para os administradores, quadros médios, chefias e operários. Paralelamente estes eram os únicos autorizados, e todos os outros sindicatos, tradicionalmente horizontais, agrupando a mesma classe laboral em várias áreas eram ilegalizados e proibidos.

## Em Portugal
Os sindicatos verticais participavam, segundo a constituição portuguesa de 1933 na vida política da nação através dos seus representantes na Câmara Corporativa.  